# Matelea rivularis
Matelea rivularis är en oleanderväxtart som beskrevs av R. E. Woodson. Matelea rivularis ingår i släktet Matelea och familjen oleanderväxter. Inga underarter finns listade i Catalogue of Life.